# Korfovoúni
Korfovoúni är en ort i Grekland.   Den ligger i prefekturen Nomós Ártas och regionen Epirus, i den centrala delen av landet, 270 km nordväst om huvudstaden Aten. Korfovoúni ligger 559 meter över havet och antalet invånare är 223.
Terrängen runt Korfovoúni är huvudsakligen kuperad, men norrut är den bergig. Runt Korfovoúni är det ganska glesbefolkat, med 38 invånare per kvadratkilometer. Närmaste större samhälle är Arta, 9,8 km söder om Korfovoúni. == Kommentarer ==
1. ↑  Framräknat ur variansen i alla höjduppgifter (DEM 3") från Viewfinder Panoramas, inom 10 km radie.[2] Mer om algoritmen finns här: Användare:Lsjbot/Algoritmer.